# Ried (Inchenhofen)
Ried ist ein Gemeindeteil des Marktes Inchenhofen im Landkreis Aichach-Friedberg (Bayern). Ried liegt circa drei Kilometer nordwestlich von Inchenhofen.

## Geschichte
Das Dorf entstand wohl um das Jahr 1000 als Rodungssiedlung. Erstmals wurde es 1288 urkundlich erwähnt. Gemäß der Gerichtskonskription von 1752 war Ried ein landgerichtsunmittelbarer Ort im „Unteramt“ des Landgerichts Aichach und hatte sieben Anwesen, einen ganzen Hof der Hofmark Blumenthal, einen halben Hof des Klosters Fürstenfeld, einen Viertelhof der Ortskirche, vier weitere kleine Anwesen und ein Gmein Hüthaus. 1809 kam Ried zum Steuerdistrikt und aufgrund des Gemeindeedikts von 1818 zur Gemeinde Sainbach. Bei der Volkszählung am 1. Dezember 1871 hatte der Weiler Ried 56 Einwohner; er war pfarrlich, schulisch und postalisch dem dreieinhalb Kilometer entfernten Markt Inchenhofen zugeordnet. Am 1. Januar 1978 wurde Sainbach mit seinen Ortsteilen im Zuge der Gemeindegebietsreform in den Markt Inchenhofen eingemeindet.

## Bauwerke
Es gibt eine Kapelle beim Anwesen Ortsstraße 5; die amtliche Denkmalliste enthält für Ried keine Eintragungen.